# بالوماريس ديل كامبو
بلدية بالوماريس ديل كامبو (بالإسبانية: Palomares del Campo)‏، هي إحدى بلديات مقاطعة قونكة إحدى مقاطعات إسبانيا، و التي تقع في منطقة قشتالة لا منتشا وسط البلاد، و المائلة لجهة الشرق من إسبانيا.
يبلغ عدد سكانها 841 نسمة وفقاً لإحصائية سنة (2007).